# Bound for Glory IV
Bound for Glory IV è stata la quarta edizione del pay-per-view prodotto dalla federazione Total Nonstop Action Wrestling (TNA). L'evento si è svolto il 12 ottobre 2008 nella Sears Centre di Hoffman Estates nell'Illinois.

## Risultati
| # | Risultati | Stipulazioni                                                                                                 | Durata     |
| - | --- | --- | ---------- |
| 1 | Eric Young e Sojournor Bolt hanno sconfitto Lance Rock e Christy Hemme | Intergender tag team match                                                                                   | Dark match |
| 2 | Jay Lethal ha sconfitto Alex Shelley, Chris Sabin, Curry Man, Jimmy Rave, Johnny Devine, Petey Williams, Shark Boy, Sonjay Dutt e Super Eric                                                      | Steel Asylum match per determinare il Number One Contender al titolo TNA X Division Championship             | 12:07      |
| 3 | ODB, Rhana Khan e Rhino hanno sconfitto The Beautiful People (Angelina Love, Cute Kip e Velvet Sky)                                                                                               | Six-person intergender tag team Bimbo Brawl match con Traci Brooks come arbitro speciale                     | 06:15      |
| 4 | Sheik Abdul Bashir (c) ha sconfitto Consequences Creed | Single match per il titolo TNA X Division Championship                                                       | 09:18      |
| 5 | Taylor Wilde (c) ha sconfitto Awesome Kong (con Raisha Saeed) e Roxxi | Three-way match per il titolo TNA Women's Knockout Championship                                              | 05:11      |
| 6 | Beer Money, Inc. (James Storm e Robert Roode) (c) (con Jacqueline) hanno sconfitto Abyss e Matt Morgan, The Latin American Xchange (Hernandez e Homicide) e Team 3D (Brother Devon e Brother Ray) | Monster's Ball match per il titolo TNA World Tag Team Championship con Steve McMichael come arbitro speciale | 20:20      |
| 7 | Booker T (con Sharmell) ha sconfitto A.J. Styles e Christian Cage | Three-way match                                                                                              | 13:05      |
| 8 | Jeff Jarrett ha sconfitto Kurt Angle | Single match con Mick Foley come arbitro speciale                                                            | 20:07      |
| 9 | Sting ha sconfitto Samoa Joe (c) | Single match per il titolo TNA World Heavyweight Championship                                                | 16:54      |
|   | (c) = campione in carica al momento dell'inizio del match | |            |